# Skolten
Das Skolten (norwegisch für Schädel) ist ein Nunatak im ostantarktischen Königin-Maud-Land. Im Gebirge Sør Rondane ragt er als einer der fünf Nunatakker der Horna-Gruppe an der Bergersenfjella westlich des Byrdbreen auf.
Wissenschaftler des Norwegischen Polarinstituts benannten ihn 1996.